# Präsidentschafts- und Parlamentswahl in Tansania 2010
Die Präsidentschafts- und Parlamentswahl in Tansania 2010 fand am 31. Oktober statt. Bei ihr wurden der Präsident der Republik und die Mitglieder der Nationalversammlung gewählt.
Die Wahlen waren die 4. freien Wahlen in Tansania seit der Einführung des Mehrparteiensystems 1992. Beobachter werteten die Wahlen als grundsätzlich frei, friedlich und fair. Allerdings kritisierten Beobachter des Commonwealth Secretariats, dass die langjährige Regierungspartei Chama Cha Mapinduzi (CCM) durch die weitgehende Gleichsetzung von Partei- und Regierungsstrukturen deutlich im Vorteil war.
Deutlicher Gewinner der Wahlen war Jakaya Mrisho Kikwete, der Kandidat der regierenden CCM, der mehr als 60 % aller Stimmen erhielt. Der zweitplatzierte Willibrod Peter Slaa von der Chama cha Demokrasia na Maendeleo (CHADEMA) erhielt demgegenüber nicht einmal halb so viele Stimmen und der drittplatzierte Ibrahim Haruna Lipumba von der Civic United Front (CUF) erreichte gerade einmal gut 8 %. Die übrigen Kandidaten blieben knapp über oder deutlich unter 1 % der abgegebenen Stimmen. Dennoch ist das Ergebnis beachtlich: Gegenüber dem 80 %-Ergebnis der Präsidentschaftswahlen 2005 verlor Kikwete ein Viertel der Stimmen und seit dem Übergang zum Mehrparteiensystem hat mit Ausnahme der ersten Wahl 1995 kein Präsidentschaftskandidat einer oppositionellen Partei ein mit Willibrod Peter Slaas 26 % vergleichbares Ergebnis mehr errungen. Für seine Partei CHADEMA, die bisher nicht über 6 % hinausgekommen war, ist es zudem der größte Wahlerfolg ihrer Geschichte.

## Ergebnis

### Präsidentschaftswahl
| Kandidaten | Parteien                                                                  | Stimmen    | %    |
| --- | ------------------------------------------------------------------------- | ---------- | ---- |
| Jakaya Mrisho Kikwete                                                                                           | Chama Cha Mapinduzi (Revolutionäre Partei)                                | 5.276.827  | 62,8 |
| Willibrod Peter Slaa                                                                                            | Chama cha Demokrasia na Maendeleo (Partei für Demokratie und Fortschritt) | 2.271.942  | 27,1 |
| Ibrahim Lipumba                                                                                                 | Chama Cha Wananchi (Bürgerliche Vereinigte Front)                         | 695.667    | 8,3  |
| Peter Mziray Kuga                                                                                               | PPT – Maendaleo (Afrikanische Fortschrittliche Partei von Tansania)       | 96.933     | 1,2  |
| Hashim Spunda Rungwe                                                                                            | NCCR – Mageuzi (Nationaler Konvent für Aufbau und Reform – Mageuzi)       | 26.388     | 0,3  |
| Yahmi Nassoro Dovutwa                                                                                           | United People’s Democratic Party (Vereinigte Volks-Demokratische Partei)  | 13.176     | 0,2  |
| Muttamwega Bhatt Mgaywa                                                                                         | Tanzania Labour Party (Tansanische Partei der Arbeit)                     | 17.482     | 0,2  |
| Gesamt | Gesamt                                                                    | 8.397.963  | 100  |
| |                                                                           |            |      |
| Ungültige Stimmen                                                                                               | Ungültige Stimmen                                                         | 227.889    | 2,6  |
| Wähler | Wähler                                                                    | 8.625.852  | 42,8 |
| Wahlberechtigte                                                                                                 | Wahlberechtigte                                                           | 20.137.303 |      |
| |                                                                           |            |      |
| Quellen: National Electoral Commission, Ergebnis nach Regionen, EU Election observation mission, Gesamtergebnis |                                                                           |            |      |

### Parlamentswahl
| Listen                                                        | Stimmen    | %    | Mandate |
| ------------------------------------------------------------- | ---------- | ---- | ------- |
| Chama Cha Mapinduzi                                           | 4.641.830  | 60,2 | 253     |
| Chama cha Demokrasia na Maendeleo                             | 1.839.569  | 23,9 | 48      |
| Civic United Front                                            | 818.122    | 10,6 | 34      |
| NCCR – Mageuzi                                                | 193.738    | 2,5  | 4       |
| United Democratic Party                                       | 113.148    | 1,5  | 1       |
| Tanzania Labour Party                                         | 51.003     | 0,7  | 1       |
| National League for Democracy                                 | 14.511     | 0,2  | –       |
| Democratic Party                                              | 6.412      | 0,1  | –       |
| PPT – Maendaleo                                               | 5.727      | 0,1  | –       |
| United People’s Democratic Party                              | 4.781      | 0,1  | –       |
| Association of Farmers Party                                  | 3.972      | 0,1  | –       |
| Jahazi Asilia                                                 | 3.712      | 0,0  | –       |
| Sonstige <0,05 %                                              | 9.482      | 0,1  | –       |
| Mitglieder von Rechts wegen                                   | –          | –    | 16      |
| Gesamt                                                        | 7.710.449  | 100  | 357     |
|                                                               |            |      |         |
| Ungültige Stimmen                                             | 285.476    | 3,6  |         |
| Wähler                                                        | 7.995.925  | 39,7 |         |
| Wahlberechtigte                                               | 20.137.303 |      |         |
|                                                               |            |      |         |
| Quelle: National Electoral Commission, Ergebnis nach Regionen |            |      |         |